# По улицам комод водили
«По у́лицам комо́д води́ли» — советский киноальманах режиссёров Марка Генина и Николая Ковальского, снятый в 1978 году на Одесской киностудии по сценарию Марка Генина, Аркадия Инина и Виктора Веселовского.

## Сюжет
Киноальманах состоит из 9 новелл-шуток:
«Грабёж среди бела дня»
Толпа осуждает человека за то, что он доверил обкатку своего нового велосипеда незнакомцу и наивно ждёт его уже более получаса, хотя тот, по мнению собравшихся, присвоил себе велосипед. Обвинения и спекуляции всё растут в устах народа, но в итоге человек с велосипедом возвращается. Оказывается, покупатель доверил обкатку трёхколёсного велосипеда ребёнку.
«С повинной»
Директор большого гастронома является к следователю и начинает признаваться в многочисленных должностных преступлениях: расхищении денег из кассы, сборе дани с продавцов, злоупотреблении казённым имуществом. Следователь, обрадованный такой явке с повинной, объявляет, что за это светит 15 лет, хотя могут скостить 3 года срока за признание. Директор признаётся, что был назначен только сегодня утром.
«На волоске»
Пассажир пригородного поезда лет 50 замечтался о бурном романе и свадьбе с едущей рядом юной девушкой. Под напором его взгляда она решает уступить «старичку» место, и его мечты разбиваются.
«Экзамен»
Студент пытается сдать преподавателю экзамен по электротехнике, проведя настройку электротренажёра. Предмет не знает ни тот, ни другой. Вместе они сжигают экзаменационное оборудование. Тут они узнают друг друга: ранее они играли в одной футбольной команде. Заядлым футболистом оказывается и сам декан. Все они, ничего не смысля в науке, выстраивают свою карьеру благодаря одним лишь спортивным успехам.
«Мы едем, едем, едем…»
Автодорожная притча. В ней водители и их попутчицы являются метафорой отношений и брака. На автостраде с разными людьми разыгрывается одна и та же простая история о знакомстве, свадьбе и размолвке из-за излишней требовательности и скандальности жён.
«Вредная работа»
Врач является к больному сантехнику, но начинает вместо нормального приёма обирать его, требуя за лечение взятки, коих общим счётом оказывается 30 рублей (почти четверть зарплаты по тем временам). В итоге оказывается, что делал он это неспроста, а проучив таким образом сантехника за аналогичные поборы, которые тот ранее назначил за установку бачка.
«Овчарка Барсик»
Парень приносит на выставку собак своего кота, требуя выдать ему медаль. Судьи ему резонно отказывают, однако они также являются работниками театра, а он — электриком в этом театре. Он подстраивает многочисленные пакости, измором заставляя дать коту медаль, судьи нехотя смиряются и решают провести кота по бумагам как собаку. Электрик говорит, что в его работе это обычное дело — проводить одни закупки под видом других.
«Урок»
Новый молодой начальник готов принять пост, он полон желания трудиться и принимать посетителей, но в этой организации так не принято. Двое сотрудников учат его бюрократии и бесцеремонному обращению с просителями. Выслушав вредные советы, он применяет их против советчика, уничтожая его электрическим взглядом, и намерен со следующего дня начать полноценную честную работу.
«Комод»
Пассажир везёт в трамвае настоящий комод и говорит контролёру, что проездной заперт в комоде, а ключ потерян. После долгих препирательств он предъявляет целых три билетика за провоз комода и выходит. Ничего не понимая, контролёр следует за ним по улице и просит объяснить, в чём смысл всего этого. Пассажир утверждает, что в комоде с ним путешествуют жена и ребёнок. Он заплатил столько же, во сколько ему бы обошлась обычная поездка с женой и ребёнком, но тем не менее перехитрил казённую транспортную компанию, не заплатив за провоз самого комода. Таким образом, новелла отличается от ряда предыдущих тем, что обман государства является для её героя не способом наживы, а самоцелью.
В последних сценах фильма идёт почти бессвязная нарезка кадров, не вошедших в основной сюжет, но отчасти дополняющих его: следователь осмеял и отпустил директора-параноика, девушка из поезда пришла к незадачливому пассажиру на работу знакомиться, первая Виктория снова едет с первым Михаилом, а вторая Виктория выходит замуж за второго Михаила, электрик принёс за медалькой ещё и попугая.

## В ролях
- «Грабёж среди бела дня»:
  - Игорь Ясулович — покупатель велосипеда
  - Валерий Носик — шофёр
  - Наталья Седых — жена покупателя велосипеда
  - Фёдор Одиноков — свидетель
  - Инга Будкевич — свидетельница
  - Зоя Василькова — свидетельница
  - Вячеслав Гостинский — свидетель
- «С повинной»:
  - Владимир Ивашов — следователь
  - Евгений Весник — Мурин, завмаг
- «На волоске»:
  - Игорь Дмитриев — пассажир поезда
  - Наталья Вавилова — девушка
  - Валентина Губская — жена пассажира поезда
- «Экзамен»:
  - Савелий Крамаров — экзаменатор, старший преподаватель
  - Семён Морозов — студент
- «Мы едем, едем, едем…»:
  - Александр Демьяненко — Михаил, автовладелец
  - Наталья Селезнёва — Вика, попутчица
  - Леонид Куравлёв — Михаил, второй автовладелец
  - Ирэна Дубровская (Кокрятская), в титрах Ирена Удотова  — Вика, вторая попутчица
  - Сергей Дрейден (в титрах не указан) — автомобилист
- «Вредная работа»:
  - Ролан Быков (указан в титрах как Роллан Быков) — участковый врач
  - Роман Филиппов — Булыжников, сантехник
- «Овчарка Барсик»:
  - Валентина Талызина — Валерия Аркадьевна Вознесенская, член жюри собаководов и актриса театра
  - Владимир Этуш — Лаврентий Семёнович Гиацинтов, председатель жюри собаководов и режиссёр театра
  - Михаил Кокшенов — Пашин, хозяин кота Барсика и электрик театра
  - Виктор Мягкий — директор театра
- «Урок»:
  - Владимир Носик — Виктор Иванович Матюшкин, новый начальник
  - Роман Ткачук — Антон Антонович, помощник начальника
  - Валентина Титова — Вера Ивановна, секретарь начальника
- «Комод»:
  - Владимир Басов — контролёр
  - Вячеслав Тихонов — пассажир с комодом
  - Вера Кузнецова — пожилая пассажирка
  - Елена Санаева — пассажирка
  - Евгений Герчаков — водитель трамвая

## Съёмочная группа
- Авторы сценария:
  - Марк Генин
  - Аркадий Инин
  - Виктор Веселовский
- Режиссёры:
  - Марк Генин
  - Николай Ковальский
- Художественные руководители:
  - Леонид Гайдай
  - Владимир Басов
- Оператор: Фёдор Сильченко
- Композитор: Виктор Лебедев

## Восприятие фильма
Вяло принятый в своё время зрителями и критиками, фильм-альманах, тем не менее, привлекает некоторое внимание новых поколений в качестве яркого свидетельства коррупции и нравов периода "застоя".